# Aidia rhacodosepala
Espèce
Synonymes
- Randia rhacodosepala K.Schum.[1]

Aidia rhacodosepala (K.Schum.) E.M.A.Petit est une espèce de plantes appartenant à la famille des Rubiaceae. C'est un arbuste à fleurs dont la taille peut atteindre jusqu'à 5 m. Il se développe dans les forêts denses primaires et secondaires d'Afrique tropicale, à proximité des cours d'eau.
Des spécimens ont été récoltés au Cameroun à une altitude d'environ 800 m, à la station scientifique de Yaoundé, par Georg August Zenker et Alois Staudt, qui y fut l'assistant de Zenker de 1893 à 1895.